# Powiat Krakowski
Der Powiat Krakowski ist ein Powiat (Landkreis) in der polnischen Woiwodschaft Kleinpolen mit der Kreisstadt Krakau. Er zählt auf einer Fläche von 1229,62 km² rund 250.000 Einwohner.
Der Powiat wurde zum 1. Januar 1999 im Zuge der zweiten polnischen Kommunalreform errichtet.

## Geografie
Der Powiat Krakowski umschließt die kreisfreie Stadt Krakau im Westen und Norden und zählt zu den am dichtesten besiedelten Landkreisen Kleinpolens. Nachbarpowiate sind im Norden die Kreise Olkusz und Miechów, im Osten Proszowice und Bochnia, im Süden Wieliczka, die kreisfreie Stadt Krakau und Myślenice sowie im Westen Wadowice und Chrzanów.

## Wappen
Blasonierung: In Rot ein goldgekrönter silberner goldgeschnäbelter und -gezungter Adlerkopf.

## Gemeinden
Der Powiat Krakowski gliedert sich in 17 Gemeinden, davon fünf Stadt-und-Land-Gemeinden, deren gleichnamige Hauptorte das Stadtrecht besitzen, sowie 12 Landgemeinden. Insgesamt umfasst der Kreis 322 Ortschaften.

### Stadt-und-Land-Gemeinden
- Krzeszowice
- Skała
- Skawina
- Słomniki
- Świątniki Górne

### Landgemeinden
- Czernichów
- Igołomia-Wawrzeńczyce
- Iwanowice
- Jerzmanowice-Przeginia
- Kocmyrzów-Luborzyca
- Liszki
- Michałowice
- Mogilany
- Sułoszowa
- Wielka Wieś
- Zabierzów
- Zielonki